# زالی (زیست‌شناسی)

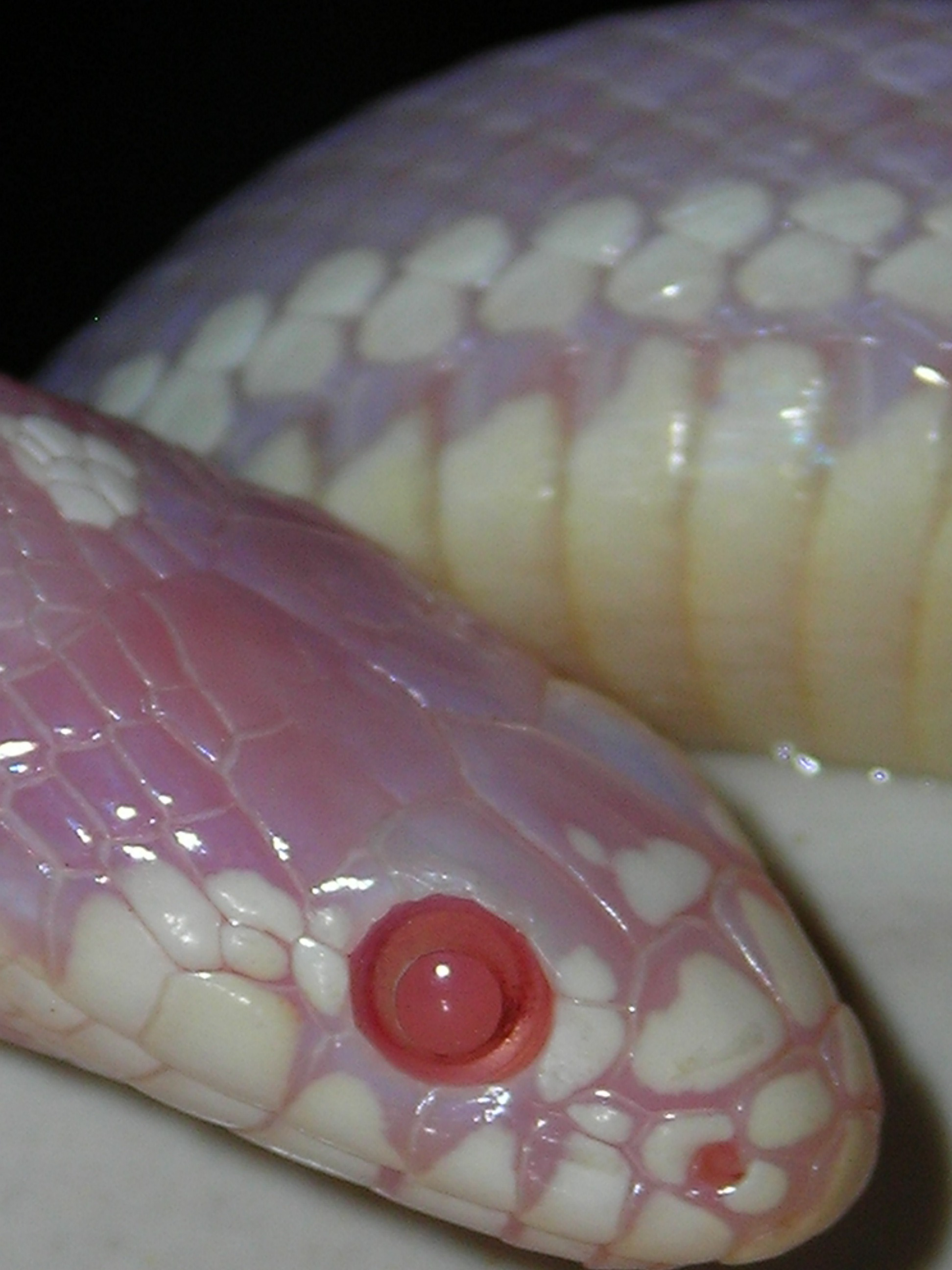
شاه‌مار کالیفرنیایی "زال"

زالی یا آلبینیسم (به انگلیسی: Albinism)، نبود مادرزادی ملانین در جانور یا گیاه است که سبب سفیدی مو، پرها، پوسته‌ها و پوست و چشم‌های صورتی مایل به قرمز یا آبی می‌شود. افراد مبتلا به این بیماری زال (آلبینو) نامیده می‌شوند.

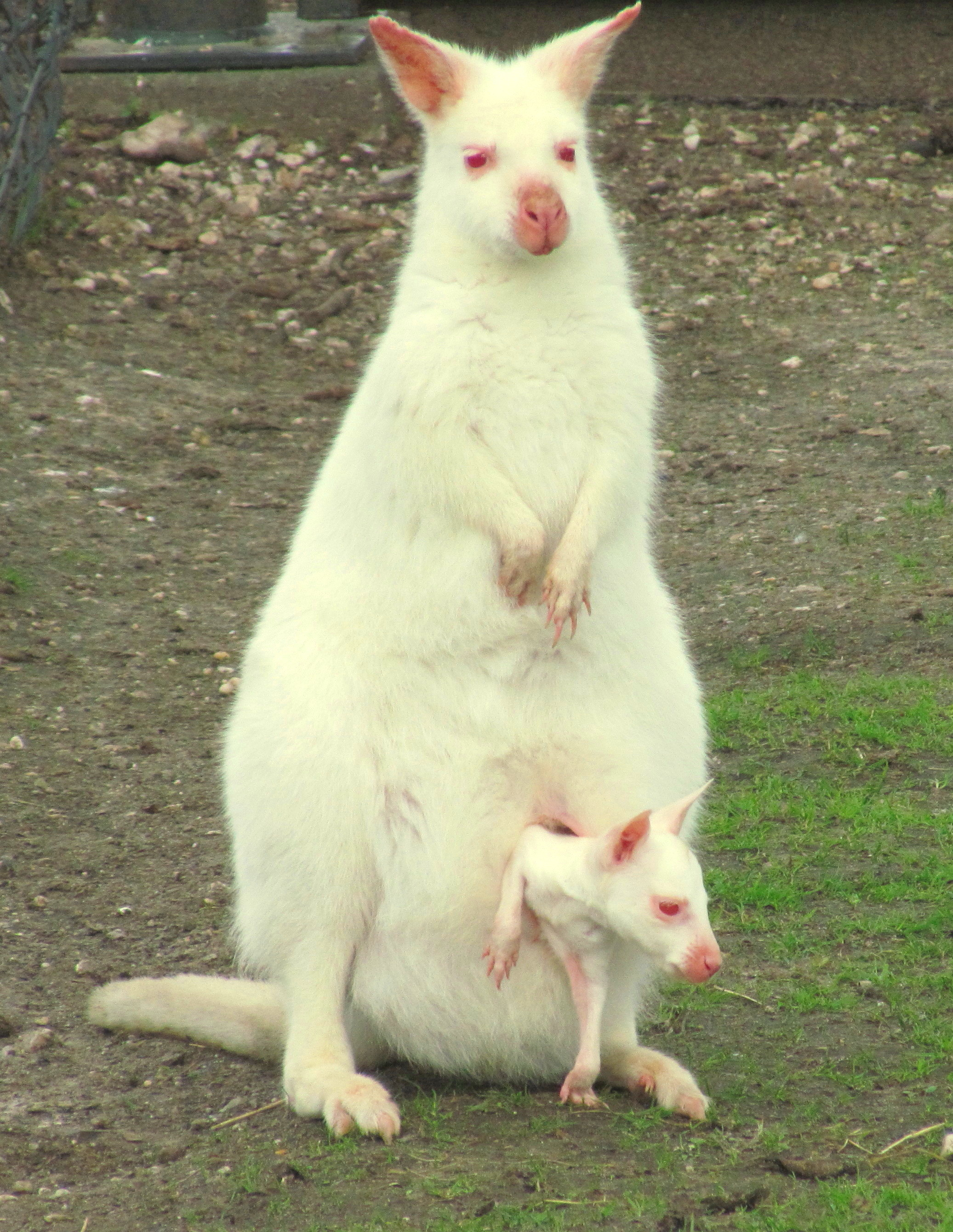
والابی زال (OCA1a) با فرزندش

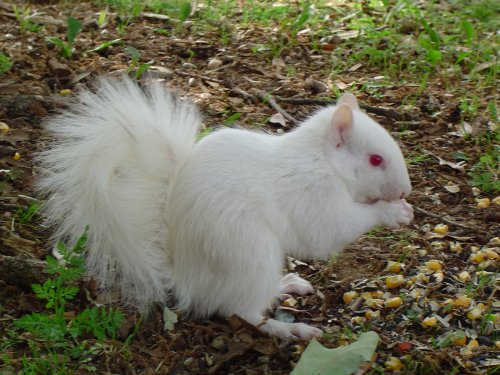
یک سنجاب زال (آلبینو) واقعی (به چشم‌های صورتی مایل به قرمز نگاه کنید)

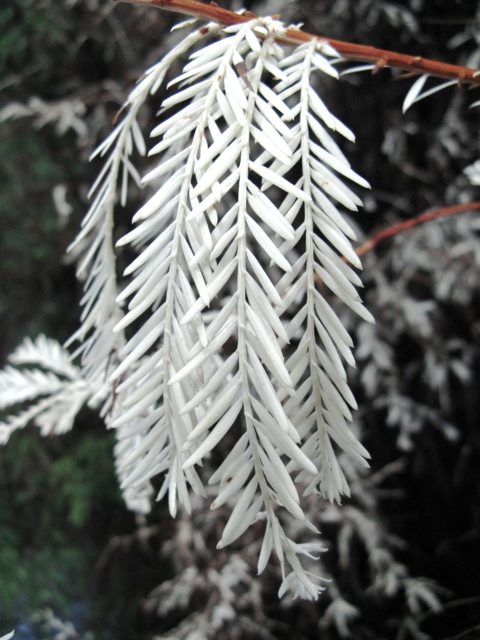
شاخ و برگ درخت چوب‌سرخ زال. به رنگ سفید متمایز سوزن‌ها نگاه کنید.

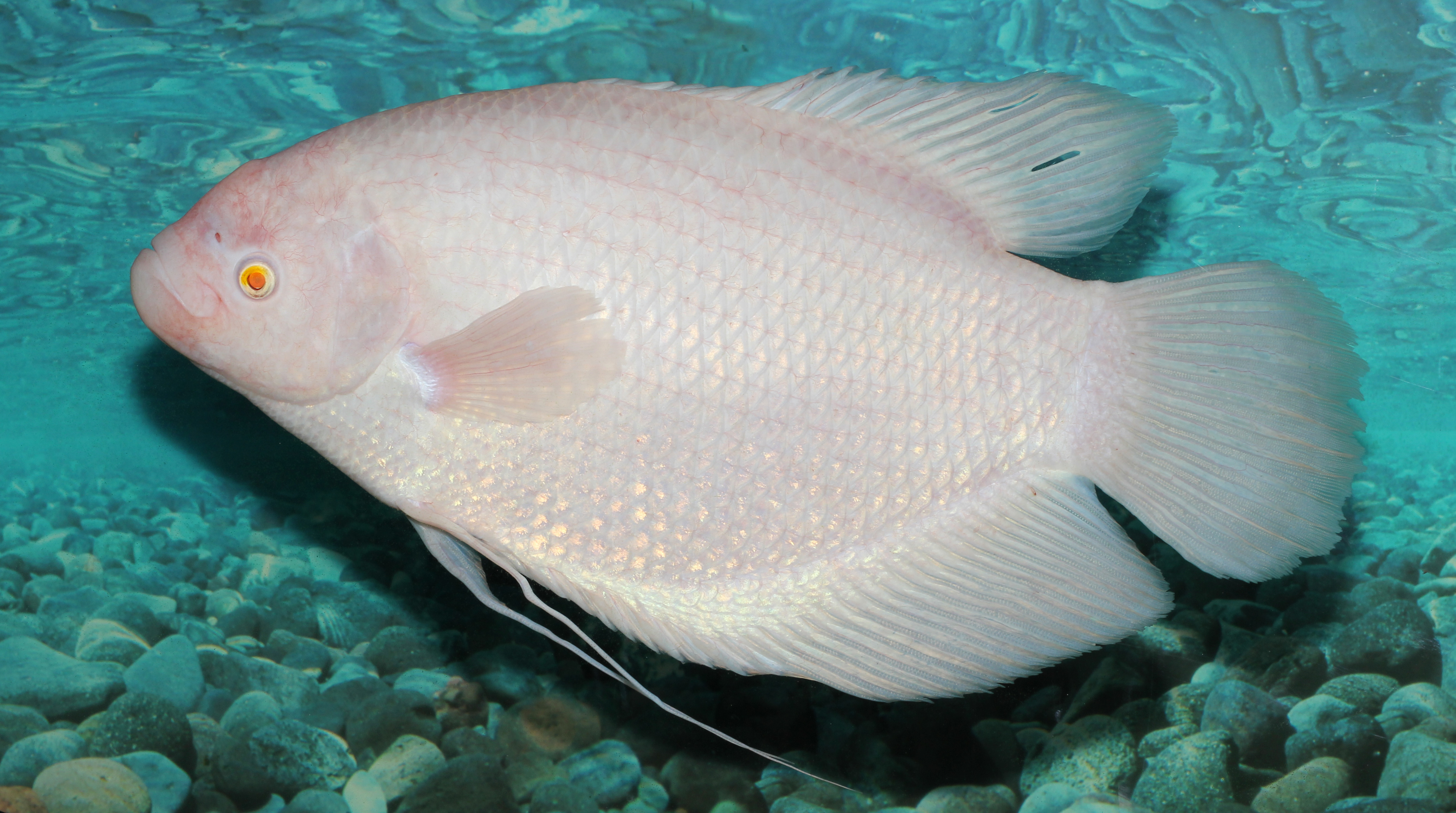
گورامی غول‌پیکر زال

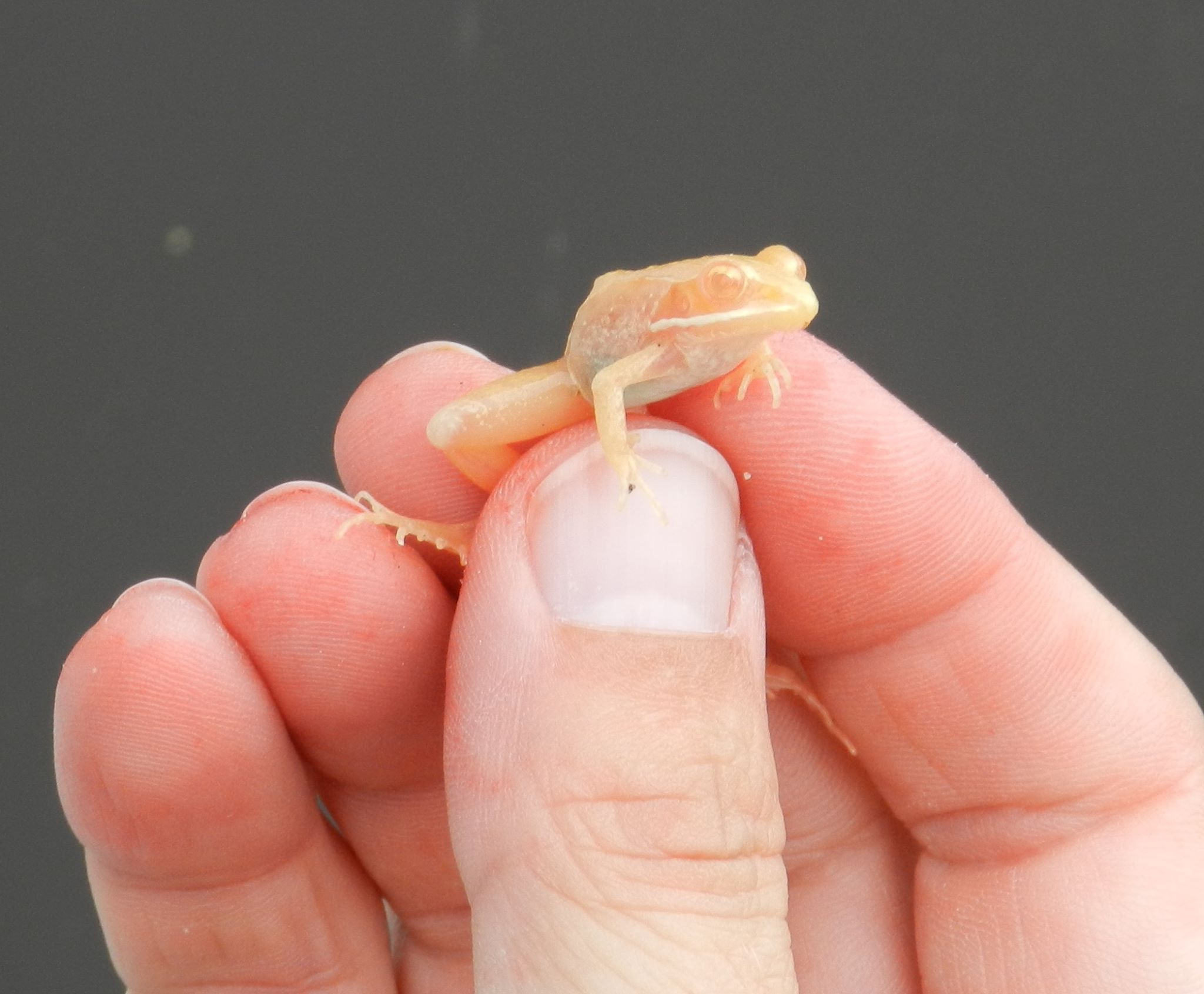
قورباغه جنگلی با فنوتیپ زالی